# ハビマー
ハビマー劇団、劇場（Habimah、ティベリア式：habBīmāh）は、ヘブライ語劇団・劇場の名前で、イスラエルの国立劇場。

## 前史
ビーマーはシナゴーグの聖書朗読・講義者のための演題、講談、舞台のことを現す一般的な名詞。冠詞 ハー＝ ha- が付いているので、唯一つの舞台を意味する。
1912年、ナフム・ゼマハ（Nachum Zemach）によりビャウィストクに設立された「ヘブライ語劇場」（Habima ha-'Ivrit）に起源を持つ。

## 設立
第一次世界大戦により劇団はポーランドからモスクワに移動し、1917年（1918年）にスタニスラフスキーの協力のもとモスクワ芸術座の支援でモスクワに設立された。多くはこれを起源とするとしている。
1926年、劇場はソビエト連邦を去り、数年の移動の後、最終的に1931年テルアビブに移転する。
イディッシュ作家シュロイメ・アンスキーの名作で、ハイム・ナフマン・ビアリクによりヘブライ語訳された、ハビマーの歴史的な作品といえる『ディブック』にレアレ (Leah'l)役で主演したハナ・ロヴィナ (Hana Rovina)は、ユダヤ系劇場、イスラエルの劇場の文化的アイコンであった。
マックス・ブロート（1933年帰還）が芸術監督を担当したこともあった。
1958年より、正式に国立劇場となる。21世紀の現在、ハビマーは80人の俳優を雇用し、さらに120人のスタッフが施設で働いている。現在の総合監督はヤアコブ・アグモン (Ya'aqobh Agmon)。
建物の設計者は、ハンガリーの建築家オスカル・カウフマンである。

## 他のハビマー
ゾーロモン・シュトラーマー（Solomon Stramer)がクルージュ＝ナポカに設立した1920年代のイディッシュ語劇団の名前でもある。